# Francesco Acciaiuoli (politico fiorentino)

Stemma degli Acciaiuoli

Francesco Acciaiuoli (... – 1355 circa) è stato un politico italiano, della famiglia fiorentina degli Acciaiuoli.

## Biografia
Figlio di Monte Acciauioli e nipote di Tommaso Acciaiuoli, furono suoi fratelli Angelo Acciaiuoli senior, Martinaccio Acciaiuoli, Dardano, Alamanno, Giovanni, vescovo di Cesena dal 1332 alla morte, e Lina.
Tra gli incarichi ricoperti si ricordano:
- Priore della Libertà della repubblica Fiorentina nel 1319, 1331 i 1336
- Gonfaloniere della Repubblica nel 1326, 1328, 1342 e 1352
- Membro della Magistratura dei Dodici Buonomini nel 1330, 1332, 1337 e 1341
- Capitano del Popolo a Pistoia nel 1333 e nel 1335

Fu inoltre ambasciatore per la repubblica presso Papa Clemente VI ad Avignone nel 1342.
Morì nel 1355 circa.